# Новый Заган
Но́вый Зага́н (бур. Шэнэ Заган) — село в Мухоршибирском районе Бурятии. Административный центр сельского поселения «Новозаганское».

## География
Расположено в 4,5 км к западу от районного центра — села Мухоршибирь, на речках Новый Заган (левый притоки Сухары) и Заганка (приток Мухоршибирки). С юго-востока к селу по трассе Р441 примыкает село Старый Заган.

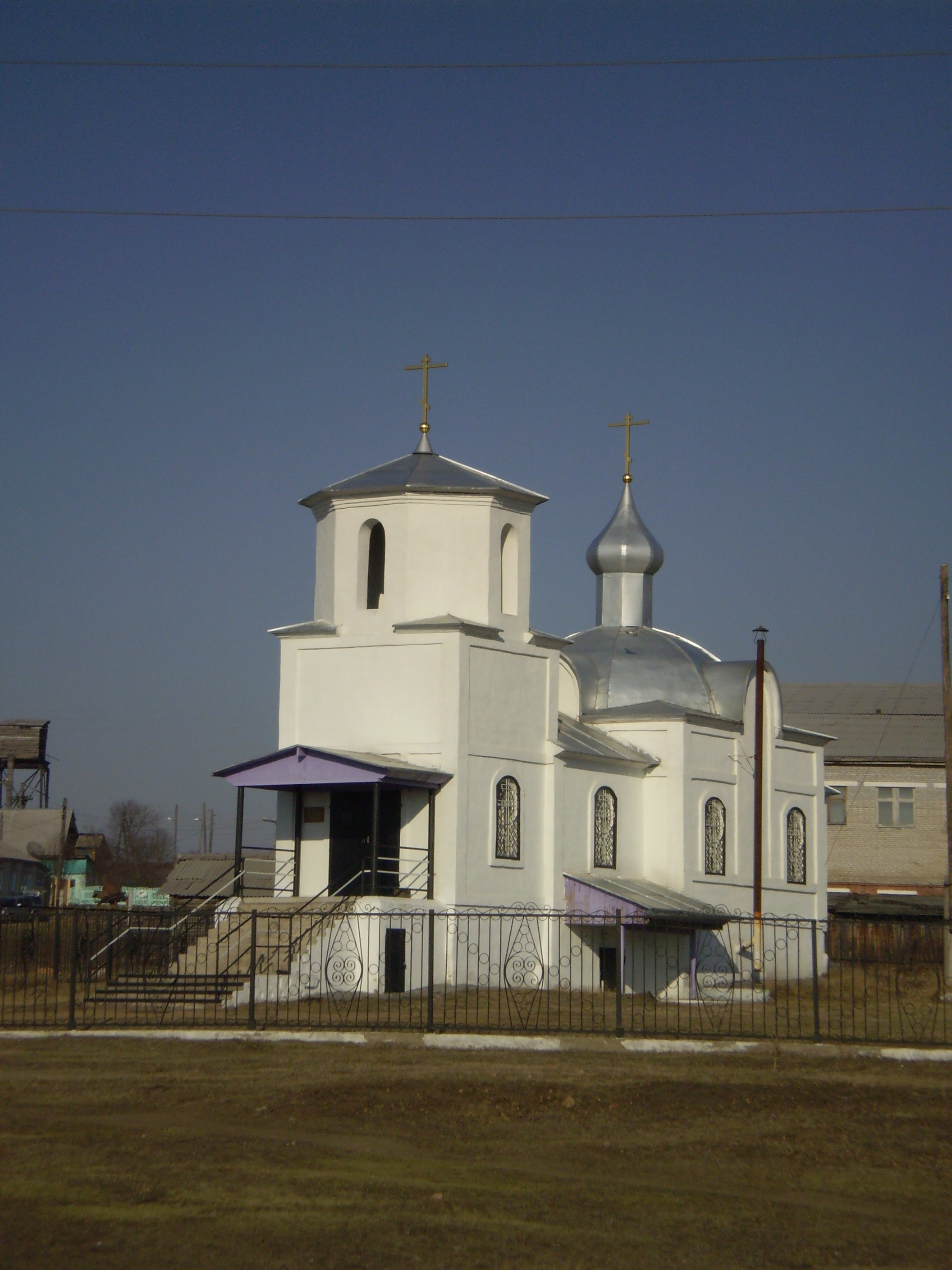
Покровская церковь

## История
Основано в 1767 году переселёнными из Ветки старообрядцами-семейскими к западу от казачьего села Заган. В годы Гражданской войны здесь действовал партизанский отряд под командованием Андрона Иванова. В 1929 году основан колхоз, впоследствии в 1970-е годы — колхоз-миллионер «Заганский». В 1948 году открыт фельдшерский пункт; с 1988 года — врачебная амбулатория. В 1953 году открыта библиотека; в настоящее время — Центр развития русской культуры. В 1969 году построено нынешнее здание сельского Дома культуры.

## Инфраструктура
Средняя общеобразовательная школа, детский сад, Дом культуры, библиотека, врачебная амбулатория, психоневрологический диспансер, почта.

## Экономика
Сельхозпредприятие, пилорамы, личные подсобные хозяйства.

## Население
| 2002 | 2010  |
| ---- | ----- |
| 1757 | ↘1553 |

## Культура и религия
- Фольклорный семейский народный ансамбль «Журавушка» (основан в 2000 году) — дипломант республиканских и международных фестивалей семейской песни и фольклорного фестиваля в Новосибирске (2004).
- Древлеправославная церковь во имя Покрова Пресвятой Богородицы РДЦ.